# 颱風奧娜 (1972年)
颱風奧娜（英語：Typhoon Ora，國際編號：7205，菲律賓大氣地球物理和天文服務管理局：Konsing）為1972年太平洋颱風季的熱帶氣旋之一。

## 影響

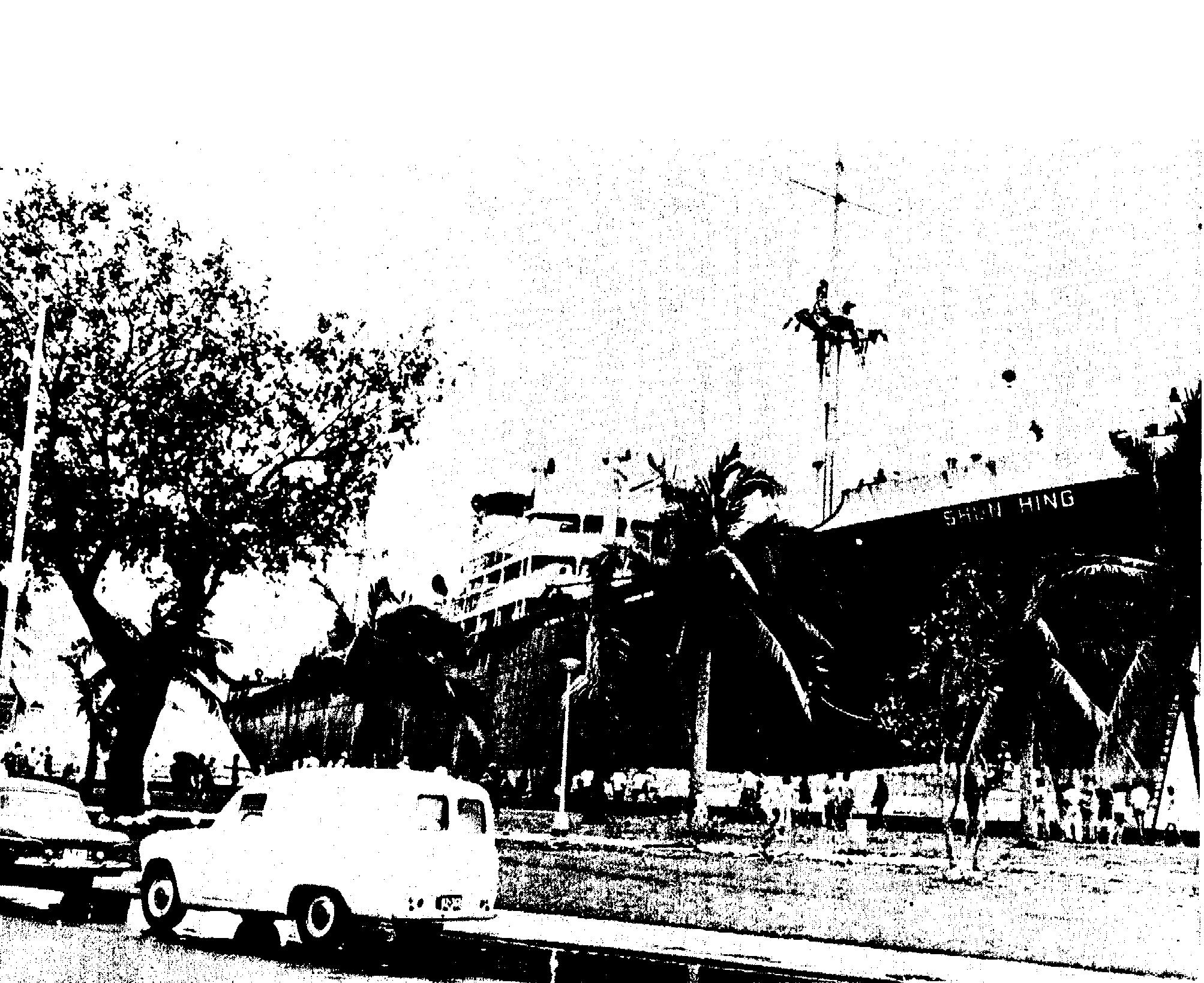

### 英屬香港
- 當地懸掛之最高熱帶氣旋警告信號： 三號風球
- 最接近當地方位及距離：香港之西南偏西約260公里

在6月22日，一熱帶低氣壓在帕勞至雅蒲島一帶水面形成，命名為「奧娜」。奧娜初時向西移動，及後在菲律賓東部海域增強成為颱風後轉向西北移動，在薩馬島北面掠過，並在呂宋島南部登陸。受菲律賓高山地形影響，奧娜在盧塞納一帶減弱為熱帶風暴，並繼續以熱帶風暴既強度橫過馬尼拉，再在呂宋島西部出海。奧娜進入南海北部後，因於沒有了地形屏障，它在中國中沙群島一帶再次增強為颱風，並繼續向西北移動，初時預計奧娜會在廣東雷州半島一帶登陸。其後奧娜的移動路徑轉為偏北和減弱為熱帶風暴，其後轉為在茂名市一帶沿海登陸，並在廣東西南和廣西東南之間的省界處減弱為熱帶低氣壓。但是，奧娜在內陸減弱為熱帶低氣壓後，其強度一直維持，並橫過湖南﹑貴州﹑四川等內陸省份，一直維持至長江中游地區才減弱和消散。
| 長洲 · 81 km/h赤鱲角 · 72 km/h青衣 · 43 km/h啟德 · 51 km/h西貢 · 53 km/h沙田 · 33 km/h流浮山 · 66 km/h打鼓嶺 · 37 km/h 天文台測風網絡8個參考自動氣象站錄得之最高10分鐘平均風速。圖例： · 代表錄得強風以下風速（共2個氣象站） · 代表錄得強風（共3個氣象站） · 代表錄得烈風（共3個氣象站） | 長洲 · 72 km/h赤鱲角 · 51 km/h青衣 · 38 km/h啟德 · 43 km/h西貢 · 43 km/h沙田 · 25 km/h流浮山 · 38 km/h打鼓嶺 · 25 km/h 天文台測風網絡8個參考自動氣象站錄得之最高每小時平均風速。圖例： · 代表錄得強風以下風速（共4個氣象站） · 代表錄得強風（共3個氣象站） · 代表錄得烈風（共1個氣象站） |